# Hilário (ur. 1975)
Hilário, właśc. Henrique Hilário Meireles Alves Sampaio (ur. 21 października 1975 w Porto) – portugalski piłkarz grający na pozycji bramkarza.

## Kariera klubowa
Hilário rozpoczynał swoją karierę w klubie Naval 1º Maio, z którego w 1995 roku odszedł do Académiki Coimbra, gdzie w 33 meczach strzelił dwie bramki. Następnie był zawodnikiem FC Porto (występy w Lidze Mistrzów), chociaż nie grał regularnie w Superlidze, to jednak udało mu się wygrać wówczas rywalizację z Andrzejem Woźniakiem.
W 2003 roku, po epizodach w kilku innych klubach w których przebywał na wypożyczeniu, został bramkarzem Nacionalu Funchal. Zadebiutował w nim 4 stycznia 2004 roku w meczu z Alverca i od tamtego czasu stał się podstawowym bramkarzem. W sezonie 2005/2006 stracił miejsce w składzie i wystąpił tylko w jedenastu ligowych pojedynkach.
1 lipca 2006 roku Hilário podpisał kontrakt z Chelsea i na początku był jej trzecim bramkarzem. Po kontuzjach Petra Čecha i Carlo Cudiciniego w meczu Premiership przeciwko Reading 14 października 2006 roku, Hilário zajął miejsce w bramce Chelsea. Zadebiutował w trudnym spotkaniu z FC Barceloną i zachował w nim czyste konto. Swój pierwszy mecz w Premier League rozegrał trzy dni później, kiedy to wystąpił w pojedynku z Portsmouth. Do połowy stycznia 2007 roku regularnie bronił w meczach The Blues.
W sezonie 2007/2008 Hilário nadal pełnił rolę trzeciego bramkarza. Wystąpił w trzech ligowych meczach, jednym Pucharu Anglii oraz jednym Pucharu Ligi Angielskiej. Zagrał również w rewanżowym meczu ćwierćfinału Ligi Mistrzów z Fenerbahçe SK w którym nie dał się pokonać, czym w dużym stopniu przyczynił się do awansu swojego zespołu do dalszej fazy rozgrywek.
26 stycznia 2009 roku Carlo Cudicini opuścił Chelsea i przeniósł się do lokalnego rywala, Tottenhamu. Spowodowała to, że drugim bramkarzem został Hilário, zaś trzecim młody Rhys Taylor. 7 lutego zagrał w meczu z Hull City i był to jego jedyny występ w sezonie 2008/2009.
Przed sezonem 2009/2010 Hilário przedłużył swój kontrakt o dwa lata. Do Chelsea przyszedł również Ross Turnbull i wydawało się, że to młody Anglik będzie drugim bramkarzem stołecznego klubu. 26 września 2009 roku w meczu z Wigan Athletic Petr Čech został w 51. minucie ukarany czerwoną kartką za faul we własnym polu karnym. Hilário wszedł wówczas na boisko za Florenta Maloudę i do końca pojedynku został pokonany dwukrotnie. Chelsea przegrała 1:3. Dzięki zawieszeniu Čecha Portugalczyk wystąpił w następnej kolejce przeciwko Liverpoolowi, gdzie zachował czyste konto, zaś jego pewne interwencje spowodowały, że został wybrany graczem meczu.

## Kariera reprezentacyjna
Do reprezentacji Portugalii Hilário pierwszy raz został powołany w listopadzie 2009 roku. W barwach narodowych zadebiutował jednak podczas następnego zgrupowanie, w trakcie którego Portugalczycy pokonali 2:0 zespół Chin, a bramkarz zagrał od początku drugiej połowy, kiedy to zmienił Eduardo.

## Sukcesy
- FC Porto
  - Mistrzostwo Portugalii: 1996/1997, 1997/1998
  - Puchar Portugalii: 1998, 2000, 2001
  - Superpuchar Portugalii: 1996
- Chelsea
  - Mistrzostwo Anglii: 2009/2010
  - Puchar Anglii: 2006/2007, 2008/2009, 2009/2010
  - Puchar Ligi Angielskiej: 2006/2007
  - Tarcza Wspólnoty: 2009
  - Liga Mistrzów UEFA: 2012
  - Liga Europy UEFA: 2013